# Cérilly (Yonne)
Cérilly ist eine französische Gemeinde mit 50 Einwohnern (Stand: 1. Januar 2022) im Département Yonne in der Region Bourgogne-Franche-Comté. Cérilly gehört zum Arrondissement Sens und zum Kanton Brienon-sur-Armançon (bis 2015: Kanton Cerisiers).

## Geographie
Cérilly liegt etwa 22 Kilometer ostsüdöstlich des Stadtzentrums von Sens am gleichnamigen Flüsschen Cérilly. Umgeben wird Cérilly von den Nachbargemeinden Rigny-le-Ferron im Norden, Bérulle im Osten, Fournaudin im Süden und Südosten sowie Coulours im Süden und Westen.

## Bevölkerungsentwicklung
| Jahr                       | 1962 | 1968 | 1975 | 1982 | 1990 | 1999 | 2006 | 2013 |
| Einwohner                  | 74   | 70   | 49   | 51   | 50   | 54   | 49   | 36   |
| Quellen: Cassini und INSEE |      |      |      |      |      |      |      |      |

## Sehenswürdigkeiten

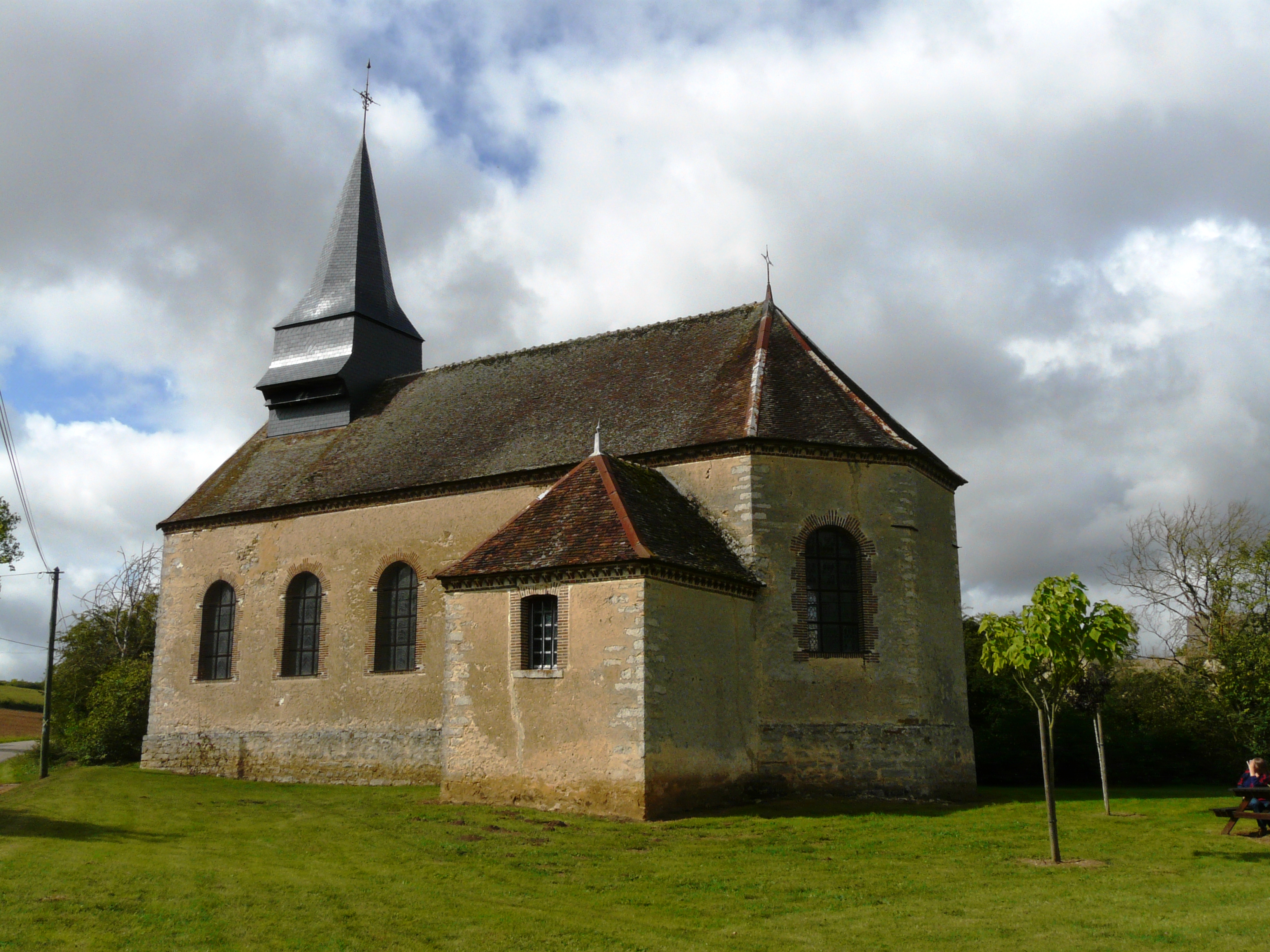
Kirche Saint-Laurent

- Kirche Saint-Laurent

## Persönlichkeiten
- Pierre de Bérulle (1575–1629), Kardinal